# Liste rumänischer Schriftsteller
Die Liste rumänischer Schriftsteller gibt einen Überblick über die Schriftsteller Rumäniens. Es besteht kein Anspruch auf Vollständigkeit.

## A
- Gabriela Adameșteanu (* 1942)
- Ion Agârbiceanu (1882–1963)
- Vasile Alecsandri (1821–1890)
- Grigore Alexandrescu (1810–1885)
- Ioan Alexandru (1941–2000)
- Sorin Antohi (* 1957)
- Tudor Arghezi (1880–1967)
- Gheorghe Asachi (1788–1869)

## B
- A. E. Baconsky (1925–1977)
- George Bacovia (1881–1957)
- Dușan Baiski (* 1955)
- Gheorghe Bajenaru
- Cristian Petru Bălan (* 1936)
- Carmen-Francesca Banciu (* 1955)
- Ștefan Bǎnulescu (1926–1998)
- Aurel Baranga (1913–1979)
- Eugen Barbu (1924–1993)
- Ion Barbu (1895–1961)
- Neagoe Basarab (um 1481–1521)
- Mihai Beniuc (1907–1988)
- Martha Bibescu (1886–1973)
- Lucian Blaga (1895–1961)
- T. O. Bobe (* 1969)
- H. Bonciu (1893–1950)
- Geo Bogza (1908–1993)
- Eugeniu Botez (1877–1933)
- Dan Botta (1907–1958)
- Emil Botta (1911–1977)
- Ion Al. Brătescu-Voinești
- Nicolae Breban (* 1934)
- Rodica Bretin (* 1958)
- Ion Budai-Deleanu (1760–1820)
- Leo Butnaru (* 1949)
- Augustin Buzura (1938–2017)

## C
- George Călinescu (1899–1965)
- Matei Călinescu (1934–2009)
- Dimitrie Cantemir (1673–1723)
- Ion Luca Caragiale (1852–1912)
- Mateiu Caragiale (1885–1936)
- Mircea Cărtărescu (* 1956)
- Constantin Chiriță (1925–1991)
- Mircea Ciobanu (1940–1997)
- Șerban Cioculescu (1902–1988)
- Emil Cioran (1911–1995)
- George Ciprian (1883–1968)
- Ioan Mihai Cochinescu (* 1951)
- Andrei Codrescu (* 1946)
- Vladimir Colin (1921–1991)
- George Coșbuc (1866–1918)
- Miron Costin (1633–1691)
- Ion Creangă (1839–1889)
- Ioan Petru Culianu (1950–1991)

## D
- Pavel Dan (1907–1937)
- Dan Dănilă (* 1954)
- Doru Davidovici (1945–1989)
- Alexandru Davila (1862–1929)
- Barbu Ștefănescu Delavrancea (1858–1918)
- Leonid Dimov (1926–1987)
- Cornel Dimovici (* 1942)
- Ștefan Augustin Doinaș (1922–2002)
- Dosoftei (1624–1693)
- Virgil Duda (1939–2017)
- Anghel Dumbrăveanu (1933–2013)
- Petru Dumitriu (1924–2002)

## E
- Victor Eftimiu (1889–1972)
- Mircea Eliade (1907–1986)
- Mihai Eminescu (1850–1889)

## F
- Elena Farago (1878–1954)
- Nicolae Filimon (1891–1895)
- Carmen Firan (* 1958)
- Benjamin Fundoianu (1898–1944)

## G
- Gala Galaction (1879–1961)
- Emil Gârleanu (1878–1914)
- Constantin Virgil Gheorghiu (1916–1992)
- Ion Ghica (1816–1897)
- Petre Gigea-Gorun (* 1930)
- Octavian Goga (1881–1938)
- Dinicu Golescu (1777–1830)
- Paul Goma (1935–2020)
- Ion Grămadă (1886–1917)

## H
- Bogdan Petriceicu Hasdeu (1838–1907)
- Ion Heliade-Rădulescu (1802–1872)
- Ion Hobana (1931–2011)
- Anton Holban (1902–1937)
- Vintilă Horia (1915–1992)

## I
- Ioana Ieronim (* 1947)
- Eugen Ionescu (1909–1994)
- Nae Ionescu (1890–1940)
- Nicolae Iorga (1871–1940)
- Petre Ispirescu (1830–1887)
- Panait Istrati (1884–1935)
- Nora Iuga (* 1931)
- Alexandru Ivasiuc (1933–1977)
- Antim Ivireanul (1650–1617)

## J
- Eugen Jebeleanu (1911–1991)

## K
- Alexandru Kirițescu (1888–1961)

## L
- Nicolae Labiș (1935–1956)
- Gabriel Liiceanu (* 1942)
- Eugen Lovinescu (1881–1946)
- Horia Lovinescu (1917–1983)
- Gherasim Luca (1913–1994)
- Johann von Lupul (1836–1922)

## M
- Alexandru Macedonski (1854–1920)
- Titu Maiorescu (1840–1917)
- Adrian Maniu (1891–1968)
- Nicolae Manolescu (* 1939)
- Adrian Marino (1921–2005)
- Teodor Mazilu (1930–1980)
- Gib Mihăescu (1894–1935)
- Nicolae Milescu (1636–1708)
- Ion Minulescu (1818–1895)
- Sylvester Morariu-Andriewicz (1818–1895)
- Tudor Mușatescu (1930–1980)

## N
- Gellu Naum (1915–2001)
- Fănuș Neagu (1932–2011)
- Ion Neculce (1672–1744)
- Mircea Nedelciu (1950–1999)
- Constantin Negruzzi (1808–1868)
- Virgil Nemoianu (* 1940)
- Ion Nicolescu (1943–2012)
- Constantin Noica (1909–1987)

## O
- Alexandru Odobescu (1834–1895)
- Rodica Ojog-Brașoveanu (1939–2002)
- Leonard Oprea (* 1953)

## P
- Alexandru Paleologu (1919–2005)
- Octavian Paler (1926–2007)
- Anton Pann (1794/98–1854)
- Hortensia Papadat-Bengescu (1876–1955)
- Vasile Pârvan (1882–1927)
- Horia-Roman Patapievici (* 1957)
- Dora Pavel (* 1946)
- Camil Petrescu (1894–1957)
- Cezar Petrescu (1892–1961)
- Alexandru Philippide (1859–1933)
- Ion Pillat (1891–1945)
- Andrei Pleșu (* 1948)
- Titus Popovici (1930–1994)
- Traian Pop Traian (* 1952)
- Dumitru Popescu (1928–2024)
- Dumitru Radu Popescu (1935–2023)
- Ioana Postelnicu (1910–2004)
- Marin Preda (1922–1980)
- Camelian Propinatiu (* 1951)

## R
- Răzvan Rădulescu (* 1967)
- Constantin Rădulescu-Motru (1868–1957)
- Liviu Rebreanu (1885–1944)
- Franz Remmel (1931–2019)
- Alecu Russo (1819–1859)

## S
- Ion Marin Sadoveanu (1893–1964)
- Mihail Sadoveanu (1880–1961)
- Dinu Săraru (* 1932)
- Paul Sârbu (* 1957)
- Christian W. Schenk (* 1951)
- Mihail Sebastian (1907–1945)
- Eugen Simion (1933–2022)
- Ion D. Sîrbu (1919–1989)
- Ioan Slavici (1848–1925)
- Dumitru Solomon (1932–2003)
- Mihai Șora (1916–2023)
- Mihail Sorbul (1885–1966)
- Marin Sorescu (1936–1996)
- Zaharia Stancu (1902–1974)
- Nichita Stănescu (1933–1983)
- Nicolae Steinhardt (1912–1989)
- Constantin Stere (1865–1936)
- Ion Stratan (1955–2005)
- Brenda Stress (* 1983)

## T
- Robert Tari (* 1987)
- Ionel Teodoreanu (1897–1954)
- Dumitru Țepeneag (* 1937)
- Constantin Țoiu (1923–2012)
- George Topîrceanu (1886–1937)
- Dorin Tudoran (* 1945)
- Radu Tudoran (1917–1992)
- Marcel Turcu (1940–2014)
- Petre Țuțea (1902–1991)
- Tristan Tzara (1896–1963)

## U
- Cornel Ungureanu (* 1943)
- Grigore Ureche (1590–1647)
- Urmuz (1883–1923)

## V
- Elena Văcărescu (1864–1947)
- Lucian Vărșăndan (* 1975)
- Ion Vianu (* 1934)
- Tudor Vianu (1898–1964)
- Ion Vinea (1895–1964)
- Constantin Virgil Gheorghiu (1916–1992)
- Alexandru Vlahuță (1858–1919)
- Vasile Voiculescu (1884–1963)
- Ilarie Voronca (1903–1946)
- Iosif Vulcan (1841–1907)
- Mircea Vulcănescu (1904–1952)

## Z
- Duiliu Zamfirescu  (1858–1922)
- George Mihail Zamfirescu (1898–1939)
- Haralamb Zincă (1923–2008)